# Stephen Eustáquio
Stephen Eustáquio, né le 21 décembre 1996 à Leamington en Ontario, est un joueur international canadien de soccer. Il joue au poste de milieu défensif au FC Porto.
Il est le frère cadet de Mauro Eustáquio (en), également footballeur. Il possède également la nationalité portugaise.

## Biographie

### Enfance et formations
Natif de Leamington en Ontario de parents portugais, il déménage au Portugal à l'âge de sept ans,,,. Stephen Eustáquio commence le football à l'âge de neuf ans au sein du club du GD Nazarenos. Puis en 2010, il change de club et rejoint l'UD Leiria, avec qui il joue jusqu'en 2013. Par la suite, en 2014 il rejoint le SCU Torreense,. 

### Carrière en club
Stephen Eustáquio fait ses débuts en senior avec le GD Nazarenos en quatrième division, le 22 décembre 2013 contre GRAP (défaite 2-1). Puis, le 11 mai 2014, il inscrit son premier but contre le GD Guiense, lors d'un match nul de 2-2. La saison suivante, il rejoint le SCU Torreense et intègre l'équipe junior. Il dispute son premier match avec le Torreense en troisième division contre l'Atlético Ouriense le 17 mai 2015 (victoire 1-3). Puis, les deux saisons suivantes, il devient titulaire. 
Le 7 juin 2017, il signe son premier contrat professionnel avec Leixões SC. Le 23 juillet, il dispute sa première rencontre avec Leixões en coupe de la Ligue contre l'Académico de Viseu (victoire 2-0),, puis fait ses débuts en LigaPro le 6 août lors d'une défait de 4-1 contre le Real SC,.
Le 31 janvier 2018, il signe un contrat de cinq ans et demi avec le GD Chaves pour un montant de 500 000 d'euros,. Il fait ses débuts en Primeira Liga quatre jours plus tard, face au CD Feirense (victoire 2-1),. Le 14 avril, il inscrit son premier but en Primeira Liga face au Boavista (3-3). 
Le 15 janvier 2019, il signe un contrat jusqu’en 2023 avec le club mexicain du Cruz Azul pour une somme de trois millions d’euros,,,. Le 26 janvier, il fait ses débuts en Liga MX, contre le Club Tijuana. Durant la rencontre, il est sauvé de l'expulsion dans les premières secondes de ses débuts grâce à la VAR, mais a dû quitter le match en raison d'une blessure grave au genou avec une déchirure du ligament croisé antérieur du genou gauche,,,. Il sera indisponible pendant au moins huit mois,,. Le 22 septembre 2019, il dispute sa première rencontre depuis sa blessure avec les moins de 20 ans du Cruz Azul,.
Devenu indésirable à Cruz Azul, il est prêté jusqu'à la fin de saison au FC Paços de Ferreira, évoluant en Primeira Liga le 12 décembre 2019,. Le 9 septembre 2020, il est de nouveau prêté une saison au FC Paços de Ferreira, assorti d’une option d'achat fixée à 2,5 millions d'euros. Le 30 janvier 2021, le club lève l'option d'achat du joueur, qui est alors transféré définitivement (pour 50 % des droits du joueur, 50 % reste au profit du Grupo Desportivo de Chaves en cas de revente),. Grace à ses performances, il attire ainsi notamment l'attention du FC Porto en fin de saison,.
Le 24 janvier 2022, il est prêté avec option d'achat jusqu'à la fin de la saison 2021-2022 au FC Porto,. Le prêt inclut une option d'achat de 3,5 millions d'euros,.
Le 5 juillet 2022, il s'engage définitivement avec le FC Porto, après que les Dragons aient levés l'option d'achat comprise dans son prêt,. Il signe un contrat de cinq ans soit jusqu’en juin 2027,.

### Carrière internationale
Possédant à la fois la nationalité canadienne et portugaise, il est éligible pour la sélection canadienne mais aussi pour le Portugal, pays dont il possède des origines ― ses parents sont nés au Portugal. En sélection de jeunes, il commence à jouer avec le Portugal, mais représente finalement plus tard le Canada,,.
Le 3 novembre 2017, Stephen Eustáquio est convoqué pour la première fois en équipe du Portugal espoirs par le sélectionneur Rui Jorge, pour des matchs des éliminatoires du championnat d'Europe espoirs 2019 contre la Roumanie et la Suisse,. Le 10 novembre, il honore sa première sélection espoirs contre la Roumanie, lors d'un match nul de 1–1.
Le 22 février 2019, il annonce qu'il a choisi la sélection canadienne,. Le 1er octobre 2019, Stephen Eustáquio est convoqué pour la première fois en équipe du Canada par le sélectionneur national John Herdman, pour un match de la Ligue des nations contre les États-Unis, mais n'entre pas en jeu.
Le 15 novembre 2019, il honore sa première sélection contre les États-Unis. Lors de ce match, Stephen Eustáquio entre à la 62e minute de la rencontre, à la place de Mark-Anthony Kaye. Le match se solde par une défaite 4-1 des Canadiens,.
Le 1er juillet 2021, il est retenu dans la liste des vingt-trois joueurs canadiens sélectionnés par John Herdman pour disputer la Gold Cup 2021. Il marque son premier but en sélection en ouverture de la Gold Cup contre la Martinique, qui permet aux Canadiens de s'imposer 4 à 1. Il inscrit quelques jours plus tard son deuxième but en sélection face à Haïti, par un tir direct sur coup franc direct (victoire 4-1),. Après sa suspension contre les États-Unis, il retrouve sa place de titulaire face au Costa Rica, où il délivre une passe décisive et inscrit son troisième but dans la compétition,. Il réalise une excellente prestation et le Canada l'emporte 2 à 0.
Le 13 novembre 2022, il est sélectionné par John Herdman pour participer à la Coupe du monde 2022.

## Statistiques

### Statistiques détaillées
| Saison                | Club                  | Championnat           | Championnat | Championnat | Coupe nationale | Coupe nationale | Coupe de la Ligue | Coupe de la Ligue | Supercoupe | Supercoupe | Compétition(s) continentale(s) | Compétition(s) continentale(s) | Compétition(s) continentale(s) | CMC | CMC | Canada | Canada | Total | Total |
| Saison                | Club                  | Division              | M.          | B.          | M.              | B.              | M.                | B.                | M.         | B.         | Comp.                          | M.                             | B.                             | M.  | B.  | M.     | B.     | M.    | B.    |
| 2013-2014             | GD Nazarenos          | Divisão de Honra      | 17          | 1           | -               | -               | -                 | -                 | -          | -          | -                              | -                              | -                              | -   | -   | -      | -      | 17    | 1     |
| 2014-2015             | SCU Torreense         | CN Seniores           | 1           | 0           | -               | -               | -                 | -                 | -          | -          | -                              | -                              | -                              | -   | -   | -      | -      | 1     | 0     |
| 2015-2016             | SCU Torreense         | CP Prio               | 24          | 0           | 1               | 0               | -                 | -                 | -          | -          | -                              | -                              | -                              | -   | -   | -      | -      | 25    | 0     |
| 2016-2017             | SCU Torreense         | CP Prio               | 31          | 0           | 5               | 0               | -                 | -                 | -          | -          | -                              | -                              | -                              | -   | -   | -      | -      | 36    | 0     |
| Sous-total            | Sous-total            | Sous-total            | 56          | 0           | 6               | 0               | 0                 | 0                 | 0          | 0          | -                              | 0                              | 0                              | 0   | 0   | 0      | 0      | 62    | 0     |
| 2017-2018             | Leixões SC            | LigaPro               | 20          | 0           | 3               | 0               | 4                 | 0                 | -          | -          | -                              | -                              | -                              | -   | -   | -      | -      | 27    | 0     |
| 2017-2018             | GD Chaves             | Primeira Liga         | 13          | 1           | -               | -               | -                 | -                 | -          | -          | -                              | -                              | -                              | -   | -   | -      | -      | 13    | 1     |
| 2018-2019             | GD Chaves             | Primeira Liga         | 16          | 0           | 3               | 0               | 3                 | 1                 | -          | -          | -                              | -                              | -                              | -   | -   | -      | -      | 22    | 1     |
| Sous-total            | Sous-total            | Sous-total            | 29          | 1           | 3               | 0               | 34                | 1                 | 0          | 0          | -                              | 0                              | 0                              | 0   | 0   | 0      | 0      | 66    | 2     |
| 2018-2019             | Cruz Azul             | Liga MX               | 1           | 0           | 1               | 0               | -                 | -                 | -          | -          | -                              | -                              | -                              | -   | -   | -      | -      | 2     | 0     |
| 2019-2020             | Cruz Azul             | Liga MX               | -           | -           | -               | -               | -                 | -                 | -          | -          | -                              | -                              | -                              | -   | -   | 1      | 0      | 1     | 0     |
| Sous-total            | Sous-total            | Sous-total            | 1           | 0           | 1               | 0               | 0                 | 0                 | 0          | 0          | -                              | 0                              | 0                              | 0   | 0   | 1      | 0      | 3     | 0     |
| 2019-2020             | FC Paços de Ferreira  | Primeira Liga         | 16          | 0           | 1               | 0               | -                 | -                 | -          | -          | -                              | -                              | -                              | -   | -   | -      | -      | 17    | 0     |
| 2020-2021             | FC Paços de Ferreira  | Primeira Liga         | 32          | 2           | 2               | 0               | 1                 | 0                 | -          | -          | -                              | -                              | -                              | -   | -   | 5      | 0      | 40    | 2     |
| 2021-2022             | FC Paços de Ferreira  | Primeira Liga         | 17          | 0           | 0               | 0               | 1                 | 0                 | -          | -          | C4                             | 4                              | 1                              | -   | -   | 12     | 3      | 34    | 4     |
| Sous-total            | Sous-total            | Sous-total            | 65          | 2           | 3               | 0               | 2                 | 0                 | 0          | 0          | -                              | 4                              | 1                              | 0   | 0   | 17     | 3      | 91    | 6     |
| 2021-2022             | FC Porto (prêt)       | Primeira Liga         | 8           | 0           | 1               | 0               | -                 | -                 | -          | -          | C3                             | 2                              | 0                              | -   | -   | 6      | 0      | 17    | 0     |
| 2022-2023             | FC Porto              | Primeira Liga         | 29          | 2           | 5               | 1               | 2                 | 2                 | 1          | 0          | C1                             | 7                              | 2                              | -   | -   | 8      | 0      | 52    | 7     |
| 2023-2024             | FC Porto              | Primeira Liga         | 28          | 2           | 2               | 0               | 1                 | 0                 | 1          | 0          | C1                             | 8                              | 1                              | -   | -   | 10     | 1      | 50    | 4     |
| 2024-2025             | FC Porto              | Primeira Liga         | 30          | 0           | 1               | 0               | 2                 | 1                 | 1          | 0          | C3                             | 8                              | 1                              | 3   | 0   | 8      | 0      | 53    | 2     |
| 2025-2026             | FC Porto              | Primeira Liga         | 2           | 0           | -               | -               | -                 | -                 | -          | -          | -                              | -                              | -                              | -   | -   | -      | -      | 2     | 0     |
| Sous-total            | Sous-total            | Sous-total            | 97          | 4           | 9               | 1               | 5                 | 3                 | 3          | 0          | -                              | 25                             | 4                              | 3   | 0   | 32     | 1      | 174   | 13    |
| Total sur la carrière | Total sur la carrière | Total sur la carrière | 285         | 7           | 25              | 1               | 14                | 4                 | 3          | 0          | -                              | 29                             | 5                              | 3   | 0   | 50     | 4      | 409   | 21    |

## Palmarès
FC Porto
- Champion du Portugal en 2022.
- Vainqueur de la Coupe du Portugal en 2022, 2023 et 2024.
- Vainqueur de la Supercoupe du Portugal en 2022 et 2024.
- Vainqueur de la Coupe de la Ligue en 2023.